# Ni de l'Octant
Ni de l'Octant (ν Octantis) és l'estel més brillant en la constel·lació d'Octans amb magnitud aparent +3,73. Es troba a 69 anys llum de distància del Sistema Solar.
Ni de l'Octant és una gegant taronja de tipus espectral K1III. Els seus paràmetres són modestos tractant-se d'un estel gegant: la seva lluminositat és 16 vegades major que la del Sol i el seu radi és 5,9 vegades més gran.
Això és el resultat de la massa de l'estel —un 40 % major que la massa solar— i de la fase en la qual es troba dins de l'evolució estel·lar. Fa uns 2000 milions d'anys va esgotar la fusió de l'hidrogen en el seu nucli, començant a créixer i a refredar-se segons es convertia en un estel subgegant. En la seva etapa actual està a punt de convertir-se en una veritable geganta. Dins d'uns 100 milions d'anys —un lapse de temps molt curt dins de la vida d'un estel d'aquestes característiques— la seva lluminositat augmentarà unes 60 vegades i el seu diàmetre es multiplicarà per 15.
Ni de l'Octant és una binària espectroscòpica amb un període orbital de 2,9 anys. La companya, Ni de l'Octant B, és una nana de tipus K7-M1 i 0,5 masses solars, la separació mitjana de les amb l'estel principal és de 2,55 ua; no obstant això, l'excentricitat de l'òrbita (ε = 0,24) fa que aquesta separació fluctuï entre 2 i 3 ua.
Alteracions en l'espectre de l'estrella gegant suggereixen la possible existència d'un planeta jovià orbitant a 1,2 ua de Ni de l'Octant A.
En el cas que existís, el planeta tindria una òrbita summament inestable; no obstant això, si el moviment orbital del planeta fora en sentit contrari al de Ni de l'Octant B, podria sobreviure dins del sistema.